# نورم کرازبی
نورم کرازبی (به انگلیسی: Norm Crosby) (زاده ۱۵ سپتامبر ۱۹۲۷-درگذشته ۷ نوامبر ۲۰۲۰) بازیگر آمریکایی بود.
از کارهای معروف او می‌توان به بازی در فیلم باشگاه کوگر، هشت شب دیوانه‌وار و بزرگ‌شده‌ها ۲ اشاره کرد.